# João Carlos Hatoa Nunes
João Carlos Hatoa Nunes (ur. 8 marca 1968 w Beirze) – mozambicki duchowny katolicki, w latach 2017-2022 biskup Chimoio, od 2023 arcybiskup metropolita Maputo.

## Życiorys
Święcenia kapłańskie przyjął 17 lipca 1995 i został inkardynowany do archidiecezji Maputo. Pracował głównie jako duszpasterz parafialny, był także m.in. dyrektorem archidiecezjalnej rozgłośni radiowej, wikariuszem biskupim dla południa archidiecezji, kanclerzem kurii oraz prowikariuszem generalnym.
25 maja 2011 papież Benedykt XVI mianował go biskupem pomocniczym archidiecezji Maputo oraz biskupem tytularnym Amudarsa. Sakry biskupiej udzielił mu 10 lipca 2011 metropolita Maputo - arcybiskup Francisco Chimoio. Od 14 stycznia 2012 do 7 października 2012 był administratorem apostolskim archidiecezji Beira.
W latach 2012-2018 był sekretarzem generalnym Konferencji Episkopatu Mozambiku.
2 stycznia 2017 papież Franciszek mianował go biskupem Chimoio. W listopadzie 2021 wybrany wiceprzewodniczącym Konferencji Episkopatu Mozambiku.
15 listopada 2022 został mianowany arcybiskupem koadiutorem Maputo. 
5 maja 2023, po przyjęciu przez papieża rezygnacji arcybiskupa Francisco Chimoio, objął urząd arcybiskupa metropolity Maputo.